# Kelumpang Tengah
Kelumpang Tengah – kecamatan w kabupatenie Kotabaru w prowincji Borneo Południowe w Indonezji.
Kecamatan ten graniczy od północy z kecamatanami Kelumpang Barat i Sampanahan, od wschodu z kecamatanem Kelumpang Utara, a od zachodu i południa leży nad wodami Cieśniny Makasarskiej.
W 2010 roku kecamatan ten zamieszkiwało 12 495 osób, z których 100% stanowiła ludność wiejska. Mężczyzn było 12 495, a kobiet 6 049. 12 088 osób wyznawało islam, a 377 chrześcijaństwo.
Znajdują się tutaj miejscowości: Geronggang, Sang-Sang, Sebuli, Sungai Pinang, Sungai Punggawa, Sembilang, Senakin, Senakin Seberang, Tamiang Bakung, Tanah Rata, Tanjung Batu, Tanjung Selayar, Tebing Tinggi.